# Station Solignac - Le Vigen
Station Solignac - Le Vigen is een spoorweghalte in de Franse gemeente Le Vigen. Het wordt bediend door de treinen van de TER Nouvelle-Aquitaine met verbinding naar Limoges en Brive-la-Gaillarde